# Campionato sudamericano di rugby 2006
Il campionato sudamericano di rugby 2006 (in spagnolo Sudamericano de Rugby 2006; in portoghese Campeonato Sul-Americano de Rugby de 2006) fu il 28º campionato continentale del Sudamerica di rugby a 15.
La sua prima divisione si tenne in forma itinerante dal 1º al 22 luglio 2006 fra tre squadre nazionali e fu vinto dall'Argentina per la ventisettesima volta, sedicesima consecutiva.
La sua prima divisione, il Sudamericano "A", coincise con il terzo turno della zona americana di qualificazione alla Coppa del Mondo 2007; la squadra campione del Sudamerica avrebbe guadagnato la qualificazione diretta alla Coppa del Mondo, mentre la seconda classificata avrebbe spareggiato con la seconda squadra dell'America del Nord per il terzo posto disponibile alla competizione mondiale.
Il successo finale arrise all'Argentina, campione per la ventisettesima volta su altrettante partecipazioni (e ventotto edizioni complessive), che così accedette anche alla Coppa del Mondo 2007; l'Uruguay, vicecampione sudamericano, dovette contendere agli Stati Uniti la terza piazza americana al massimo torneo.
Il campionato di seconda divisione fu invece disputato nell'ottobre successivo a Caracas, in Venezuela, e vide la vittoria a punteggio pieno del Brasile.
Da rilevare l'ingresso nel torneo "B" della Costa Rica, fresco membro del CONSUR e al suo esordio internazionale ufficiale.
Il valore delle marcature, come stabilito dall’IRFB nel 1992, era: 5 punti per ciascuna meta (7 se trasformata), 3 punti per la realizzazione di ciascun calcio piazzato, idem per il drop.
Ai fini della classifica, invece, per ogni incontro erano in palio tre punti per la vittoria, due per il pareggio, uno per la sconfitta in campo e zero per la sconfitta per forfait.

## Squadre partecipanti
| Sudamericano “A” | Sudamericano “B” |
| ---------------- | ---------------- |
| Argentina        | Brasile          |
| Cile             | Colombia         |
| Uruguay          | Costa Rica       |
|                  | Perù             |
|                  | Venezuela        |

## Sudamericano "A"

### Risultati
| Arbitro: | Matt Goddard |

|          |      |                                                                                       |
| Gajardo  | mt   | Avramovic Borges Carballo Carizza Gambarini Ledesma (2) Leguizamón Scelzo Serra Mirás |
| S. Berti | tr   | Serra Mirás F. Todeschini (4)                                                         |
| S. Berti | c.p. |                                                                                       |
| S. Berti | drop |                                                                                       |

| Arbitro: | Nigel Owens |

|                   |      |  |
| Avramovic (2)     | mt   |  |
| F. Todeschini (2) | tr   |  |
| F. Todeschini (4) | c.p. |  |

| Arbitro: | Craig Joubert |

|                                         |      |               |
| Álvarez Conti Grille (2) Menchaca Pérez | mt   | S. Berti Coda |
| Menchaca (2)                            | tr   | S. Berti      |
| Menchaca (3)                            | c.p. | S. Berti      |

### Classifica
| Pos | Squadra   | G | V | N | P | PF | PS  | DP  | Pt |
| --- | --------- | - | - | - | - | -- | --- | --- | -- |
| 1   | Argentina | 2 | 2 | 0 | 0 | 86 | 13  | +73 | 6  |
| 2   | Uruguay   | 2 | 1 | 0 | 1 | 43 | 41  | +2  | 4  |
| 3   | Cile      | 2 | 0 | 0 | 2 | 28 | 103 | −75 | 2  |

## Sudamericano "B"

### Risultati
| Data       | Incontro               | Risultato | Sede    |
| ---------- | ---------------------- | --------- | ------- |
| 14-10-2006 | Brasile ― Perù         | 36-10     | Caracas |
| 14-10-2006 | Venezuela ― Costa Rica | 67-0      | Caracas |
| 16-10-2006 | Brasile ― Costa Rica   | 103–0     | Caracas |
| 16-10-2006 | Colombia ― Venezuela   | 25–20     | Caracas |
| 18-10-2006 | Colombia ― Costa Rica  | 42–5      | Caracas |
| 18-10-2006 | Venezuela ― Perù       | 6–0       | Caracas |
| 20-10-2006 | Perù ― Costa Rica      | 31–3      | Caracas |
| 20-10-2006 | Brasile ― Colombia     | 37–3      | Caracas |
| 22-10-2006 | Brasile ― Venezuela    | 23–7      | Caracas |
| 22-10-2006 | Colombia ― Perù        | 25–5      | Caracas |

### Classifica
|  | Classifica | G | V | N | P | PF  | PS  | P±   | PT |
|  | ---------- | - | - | - | - | --- | --- | ---- | -- |
|  | Brasile    | 4 | 4 | 0 | 0 | 201 | 16  | +185 | 12 |
|  | Colombia   | 4 | 3 | 0 | 1 | 94  | 67  | +27  | 10 |
|  | Venezuela  | 4 | 2 | 0 | 2 | 96  | 50  | +46  | 8  |
|  | Perù       | 4 | 1 | 0 | 3 | 46  | 70  | -24  | 6  |
|  | Costa Rica | 4 | 0 | 0 | 4 | 8   | 242 | -234 | 4  |